# I liga polska w piłce siatkowej kobiet (1985/1986)
I liga polska w piłce siatkowej kobiet 1985/1986 - 50. edycja rozgrywek o mistrzostwo polski w piłce siatkowej kobiet.

## Drużyny uczestniczące
| | I liga 1985/1986       |   |      |
| --- | ---------------------- | - | ---- |
| SŁU | Czarni Słupsk          | 1 | PEMK |
| KRA | Wisła Kraków           | 2 | PEZP |
| ŁÓD | ŁKS Łódź               | 3 |      |
| BIE | BKS Stal Bielsko-Biała | 4 |      |
| WRO | Gwardia Wrocław        | 5 |      |
| ŁÓD | Start Łódź             | 6 |      |
| MIL | Płomień Milowice       | 7 |      |
| WAR | Polonez Warszawa       | 8 |      |
| | Awans z II ligi        |   |      |
| WAR | AZS AWF Warszawa       |   |      |
| MIE | Stal Mielec            |   |      |
| Oznaczenia: - kolumna pierwsza – skróty nazw drużyn wpisane na mapie (jeśli ta została zamieszczona), - kolumna trzecia – miejsce zajęte przez daną drużynę w poprzednim sezonie. |                        |   |      |

## Rozgrywki
Tabela
| Lp. | Drużyna           | Pkt | Mecze | Mecze | Mecze | Sety | Sety | Sety  |
| Lp. | Drużyna           | Pkt | M     | W     | P     | wyg. | prz. | ratio |
| --- | ----------------- | --- | ----- | ----- | ----- | ---- | ---- | ----- |
| 1   | Czarni Słupsk     | 35  | 18    | 17    | 1     | 51   | 17   | 3.000 |
| 2   | ŁKS Łódź          | 33  | 18    | 15    | 3     | 49   | 16   | 3.063 |
| 3   | Gwardia Wrocław   | 32  | 18    | 14    | 4     | 45   | 28   | 1.607 |
| 4   | Płomień Sosnowiec | 29  | 18    | 11    | 7     | 42   | 30   | 1.400 |
| 5   | BKS Bielsko-Biała | 26  | 18    | 8     | 10    | 34   | 38   | 0.895 |
| 6   | AZS AWF Warszawa  | 26  | 18    | 8     | 10    | 35   | 40   | 0.875 |
| 7   | Wisła Kraków      | 25  | 18    | 7     | 11    | 35   | 39   | 0.897 |
| 8   | Polonez Warszawa  | 24  | 18    | 6     | 12    | 26   | 46   | 0.565 |
| 9   | Start Łódź        | 21  | 18    | 3     | 15    | 24   | 47   | 0.511 |
| 10  | Stal Mielec       | 19  | 18    | 1     | 17    | 13   | 53   | 0.245 |

     Mistrz Polski
     spadek do II ligi

## Klasyfikacja końcowa
| Miejsce | Drużyna                |
| ------- | ---------------------- |
| 1.      | Czarni Słupsk          |
| 2.      | ŁKS Łódź               |
| 3.      | Gwardia Wrocław        |
| 4.      | Płomień Milowice       |
| 5.      | BKS Stal Bielsko-Biała |
| 6.      | AZS AWF Warszawa       |
| 7.      | Wisła Kraków           |
| 8.      | Polonez Warszawa       |
| 9.      | Start Łódź             |
| 10.     | Stal Mielec            |

     spadek do II ligi